# Agrostophyllum glumaceum
Agrostophyllum glumaceum är en orkidéart som beskrevs av Joseph Dalton Hooker. Agrostophyllum glumaceum ingår i släktet Agrostophyllum och familjen orkidéer. Inga underarter finns listade i Catalogue of Life.